# Paolo Di Canio
Paolo Di Canio (n. 9 iulie 1968) este un fost fotbalist italian. A jucat peste 500 de meciuri de campionat și a marcat peste 100 de goluri. A fost numit jucătorul anului în Scoția în anul 1997 și fotbalistul anului pentru West Ham United în anul 2000.

## Palmares

### Ca fotbalist
Lazio
- Serie B: Promovarea 1987–88
- Supercoppa Italiana: locul doi 2004

Juventus
- Serie A: locul doi 1991–92
- Coppa Italia: locul doi 1992
- Cupa UEFA: Câștigător 1993

A.C. Milan
- Serie A: Campion 1995–96
- UEFA Champions League: locul doi 1995
- Supercupa Europei: Câștigător: 1994
- Cupa Intercontinentală: locul doi 1994

Celtic
- Scottish Premier Division: locul doi 1996–97

West Ham United
- Cupa UEFA Intertoto: Câștigător 1999

### Ca antrenor
Swindon Town
- League Two: Campion 2011–12
- LMA League Two Manager of the Year: Câștigător 2012
- League Trophy: locul doi 2012
- League Two Manager of the Month: februarie 2012

## Legături externe
- Di Canio's playing profile (from CelticTalk.org The Ultimate Celtic Forum) Arhivat în 16 august 2011, la Wayback Machine.
- FootballDatabase provides Paolo Di Canio's profile and stats
- Di Canio's playing profile (from Cisco Roma official website)[nefuncțională – arhivă]